# Dimethyltelluride
Dimethyltelluride is een extreem toxische organische verbinding van telluur, met als brutoformule C2H6Te. De stof komt voor als een lichtgele vloeistof met een scherpe lookachtige geur.
Dimethyltelluride werd in 1939 ontdekt als product van een microbieel metabolisme. Het wordt geproduceerd door enkele bacteriën en schimmels, waaronder Penicillium brevicaule, Penicillium chrysogenum en Pseudomonas fluorescens.
Bij mensen wordt de stof direct gevormd bij blootstelling aan telluur. Door de hoge vluchtigheid van dimethyltelluride is dit een eenvoudige manier om het toxische element uit te scheiden. De typische lookgeur van de verbinding zet zich vast in het lichaam en komt tot uiting in de adem, zweet en urine.